# William Frank
William „Billy“ Frank (* 12. Dezember 1879 in Johnstown, Pennsylvania; † 3. April 1965) war ein US-amerikanischer Langstreckenläufer. 
Als zweiter Vorname ist vereinzelt Christian zu lesen, doch in Veröffentlichungen zu seinen Lebzeiten wurde er nur William G Frank oder W G Frank genannt.
Frank war früh in den Polizeidienst eingetreten und beim New York City Police Department (NYPD) als Polizist ohne Rang (police officer) im Streifendienst mit dem Fahrrad beschäftigt. Außerdem war er Mitglied des Twenty Second Regiment of the National Guard of the State of New York, der Nationalgarde des US-Bundesstaates New York. Als Polizist und Gardist beteiligte er sich auch an regionalen Sportwettkämpfen, die speziell für diesen Personenkreis veranstaltet wurden.
Seine ersten Wettkämpfe bestritt er 1898 als Radrennfahrer bei Bahnrennen in der Halle. 1901 errang er einen nationalen Meistertitel bei den Amateuren, so dass er fortan bei Radsportveranstaltungen im Vordergrund stand.
1904 erweckte Frank besondere Aufmerksamkeit, als er nach einem gewonnenen Radrennen über zwei Meilen (3218 Meter) vom Rad stieg und sich sofort zum Start eines Meilenlaufs begab, in dem er den dritten Platz belegen konnte. 1905 schenkte man Frank noch mehr Beachtung, als er während eines Wettkampfs für Militärangehörige bei einem Lauf über drei Meilen (4827 Meter) den nationalen Meister über fünf Meilen (8045 Meter), John Joyce, besiegte.
Frank fand Aufnahme im Irish American Athletic Club in New York City, ein in jener Zeit sehr geachteter Sportverein, in dem sich viele Spitzensportler zusammengefunden hatten. Für die Olympischen Zwischenspiele 1906, die in Athen ausgerichtet wurden, hatte der Club eine Reihe von Sportlern auserwählt, zu denen auch William Frank gehörte.
In Athen startete Frank am 25. April bei seinem ersten Wettkampf, dem Lauf über fünf Meilen. Frank und seine zwei Landsleute, die mit ihm am Start waren, offenbarten in diesem Lauf eine unübersehbare Schwäche, die US-amerikanische Langstreckenläufer in jener Zeit gegenüber der internationalen Konkurrenz besaßen. Zu keiner Zeit spielte einer von ihnen im Rennen eine bedeutende Rolle. Sie lagen so weit zurück, dass ihre Platzierungen nicht mehr notiert worden waren.

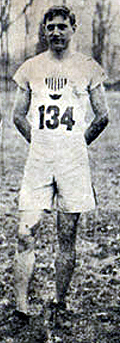
Frank 1907, Sieger im Team-Crosslauf

Die Teilnahme von Frank im Marathonlauf am 1. Mai, dem vorletzten Tag der Spiele, war ein gewagtes Unternehmen, denn nie zuvor hatte er eine solch lange Strecke absolviert. Doch von Beginn an lief er im vorderen Feld und hatte nach sieben Kilometern mit einem kleinen Vorsprung sogar die Führung übernommen. Nach elf Kilometern konnten andere Läufer aufschließen, insbesondere der spätere Sieger Billy Sherring, der mit Frank bis Kilometer 29 gemeinsam an der Spitze lief. Mit einem „Well, good-bye, Bill“ verabschiedete Sherring sich höflich und enteilte allein an die Spitze. Frank wurde anschließend auch noch von John Svanberg überholt, rettete aber mit 13 Sekunden Vorsprung vor dem nächsten Läufer, Gustaf Törnros, den dritten Platz ins Ziel.
Platzierungen bei Olympischen Spielen:
- Olympische Zwischenspiele 1906, Athen
  - Marathon – Bronze mit 3:00:46,8 h (Gold an Billy Sherring aus Kanada mit 2:51:23,6 h; Silber an John Svanberg aus Schweden mit 2:58:20,8 h)
  - 5 Meilen – teilgenommen, Platzierung unbekannt

In den folgenden zwei Jahren beteiligte sich William Frank an einer Reihe von Läufen bis fünf Meilen, jedoch mit nur mäßigem Erfolg. Außerdem bestritt er weiterhin Radrennen, aber auch hier war er wenig erfolgreich. Nur 1907 konnte er mit den Kameraden seines Vereins den nationalen Mannschaftstitel im Crosslauf erringen.
1909 trat im Leben des William Frank eine entscheidende Wende ein. Man bezichtigte und überführte ihn als Erpresser. Während seines Streifendienstes stoppte er ahnungslose Autofahrer und beschuldigte sie einer Geschwindigkeitsübertretung. Allerdings wollte er von einer Anzeige absehen und die Angelegenheit vergessen, würde der Fahrer einige Dollar an einer bestimmten Stelle hinterlegen. Die Sache wurde durch zwei Polizisten in Zivil aufgedeckt, denen Frank auf diese Weise Geld abpressen wollte.
Ab diesem Zeitpunkt ist über das weitere Leben des William Frank nichts mehr bekannt.